# Bilytske
Bilytske (ukrainsk: Білицьке, russisk: Belytske) er en by i Dobropillia kommune, Donetsk oblast (provins) i Ukraine. Byen har en befolkning på omkring 7.913 (2021).

## Historie
Under Anden Verdenskrig, fra november 1941 til 1943, var bygden besat af Axis tropper.
I december 1966 blev bebyggelsen af bymæssig karakter til en by..
I 1980'erne var grundlaget for økonomien kulminedrift. I januar 1989 var byens befolkning på 11.600  mennesker.